# Hongkou Football Stadium (metrostation)
Hongkou Football Stadium (vereenvoudigd Chinees: 虹口足球场站; traditioneel Chinees: 虹口足球場站; pinyin: Hóngkǒu Zúqiúchǎng Zhàn) is een station van de metro van Shanghai in het district Hongkou nabij het Hongkou Voetbalstadion.
Het station werd geopend op 26 december 2000 en is onderdeel van lijn 3 en lijn 8 (sinds 29 december 2007). Vanaf het station vertrekken regionale bussen, vooral naar plaatsen in de buurt van Shanghai zoals Songjiang en Zhujiajiao. Wel is het aantal busdiensten wat vanuit hier vertrekt aanzienlijk minder dan bij het grotere Shanghai Stadion in het zuiden van de stad.
Direct achter het stadion is Luxunpark te vinden, waar zich ook het Luxunmausoleum bevindt. Dit is de laatste rustplaats van de beroemde Chinese schrijver Lu Xun. Op loopafstand is de Universiteit voor Internationale Studies van Shanghai te vinden, waardoor deze halte dan ook veel door studenten van deze universiteit wordt gebruikt.
North Jiangyang Road · Tieli Road · Youyi Road · Baoyang Road · Shuichan Road · Songbin Road · Zhanghuabang · Songfa Road · South Changjiang Road · West Yingao Road · Jiangwan Town · Dabaishu · Chifeng Road · Hongkou Football Stadium · Dongbaoxing Road · Baoshan Road · Station Shanghai · Zhongtan Road · Zhenping Road · Caoyang Road · Jinshajiang Road · Zhongshan Park · West Yan'an Road · Hongqiao Road · Yishan Road · Caoxi Road · Longcao Road · Shilong Road · Station Shanghai-Zuid

Lijnen van de metro van Shanghai: 1 · 2 · 3 · 4 · 5 · 6 · 7 · 8 · 9 · 10 · 11 · 12 · 13 · 14 · 15 · 16 · 17 · 18 · Pujiang Line
Shiguang Road · Nenjiang Road · Xiangyin Road · Huangxing Park · Middle Yanji Road · Huangxing Road · Jiangpu Road · Anshan Xincun · Siping Road · Quyang Road · Hongkou Football Stadium · North Xizang Road · Zhongxing Road · Qufu Road · People's Square · Dashijie · Laoximen · Lujiabang Road · South Xizang Road · China Art Museum · Yaohua Road · Chengshan Road · Yangsi · Oriental Sports Center · Lingzhao Xincun · Luheng Road · Pujiang Town · Jiangyue Road · Lianhang Road · Shendu Highway

Lijnen van de metro van Shanghai: 1 · 2 · 3 · 4 · 5 · 6 · 7 · 8 · 9 · 10 · 11 · 12 · 13 · 14 · 15 · 16 · 17 · 18 · Pujiang Line